# پیمان‌های اسلو
پیمان‌های اسلو به دو موافقتنامه میان حکومت اسرائیل و سازمان آزادی‌بخش فلسطین (ساف) گفته می‌شود که آغازگر فرایند صلح اسرائیل و فلسطین شده و موجبات تأسیس حکومت خودگردان فلسطین را فراهم آورد.
پیمان اسلو ۱ در سال ۱۹۹۳ و پیمان اسلو ۲ در سال ۱۹۹۵ به امضای یاسر عرفات و اسحاق رابین رسیدند و بیل کلینتون رئیس‌جمهور آمریکا در هر دو پیمان به عنوان میانجی و شاهد حضور داشت. هدف این فرایند رسیدن به یک معاهده صلح بر مبنای قطعنامه‌های ۲۴۲ و ۳۳۸ شورای امنیت سازمان ملل و تحقق «حق تعیین سرنوشت مردم فلسطین» بود. فرایند صلح اسلو با مذاکرات سری نمایندگان ساف و اسرائیل در اسلو پایتخت نروژ آغاز شد و به رسمیت شناختن اسرائیل توسط ساف به عنوان یک دولت قانونی و به رسمیت شناختن ساف توسط اسرائیل به عنوان نماینده فلسطینیان را به همراه داشت.